# Масакр у Скели
Масакр у Скели се односи на немачко масовно стрељање српског становништва села Скела, код Обреновца 15. августа 1941. године.
Дан раније 14. августа 1941. током устанка у Србији, борци Посавског партизанског одреда убили су немачког команданта града Шапца и његову оружану пратњу, због чега су Немци за одмазду стрељали 56 људи из Београда и Скеле, а село спалили.
За време Другог светског рата у Југославији, село Скела је прво место које је било жртва немачке казнене експедиције.

## Позадина
У току јула и августа 1941. у Србији је избио устанак против окупатора, а једна од устаничких акција изведена је у ноћи 11/12. јула у Скели, свега неколико дана по званичном избијању устанка, 7. јула 1941. године. Тада је део Космајско-посавског партизанског одреда упао у село, напао и разоружао жандармеријску станицу и прекинуо телеграфско-телефонске линије између Обреновца и Лајковца. Диверзије, саботаже и друге акције усмерене против окупатора на територији читаве Србије биле све чешће, због чега су Немци одлучили да пооштре казнене мере против свих антинемачких елемената. Дана 14. августа делови Посавског партизанског одреда, су у близини Скеле наишли на путнички аутомобил у коме су се налазили Немци — један официр и тројица подофицира. Немце су убили, а аутомобил запалили.
Немачке окупационе власти, предвођене војним командантом у Србији Хајнрихом Данкелманом, су одлучиле да после овог убиста, а у циљу заплашивања становништва и спречавања сличних противокупаторских акција, изврше одмазду. У село је послата казнена експедиција — спаљено је око 350 кућа и стрељано 67 талаца. Међу стрељанима било је 15 мештана Скеле, а остала 42 таоца су била доведена из Београда — из Бањичког логора и затвора Специјалне полиције. После стрељања тела убијених су била обешена и остављена да висе цео дан.
Вест о одмазди у селу Скела, ради застрашивања становништва је објављена путем радија и новина, а био је штампан и посебан плакат. Плакатом са крупним словима становништо Београда, али и других места у Србији је било обавештено о овој злочиначкој акцији. Један примерак овог плаката о спаљивању села Скеле изложен је у сталној поставци Војног музеја у Београду. Свега два дана после злочина у Скели, немачки окупатор је 17. августа у Београду на Теразијама обесио петорицу устаника. Иако су ове акције вршене у циљу застрашивања становништа и спречавања антиокупаторских акција, до тога није дошло, па је 10. октобра 1941.опуномоћени командујући генерал у Србији Франц Беме издао наредбу којом се прописује стрељање 100 талаца за једног убијеног, а 50 за рањеног немачког војника.

## Споменик стрељаним таоцима
Новембра 1951. године, у селу је подигнут „Споменик стрељаним таоцима“, а његов аутор био је вајар Божидар Обрадовић. Овај споменик је у облику саркофага украшеног рељефима у бронзи, који представљају борбу и стрељање талаца.